# De Agostini
Pour les articles homonymes, voir Agostini.

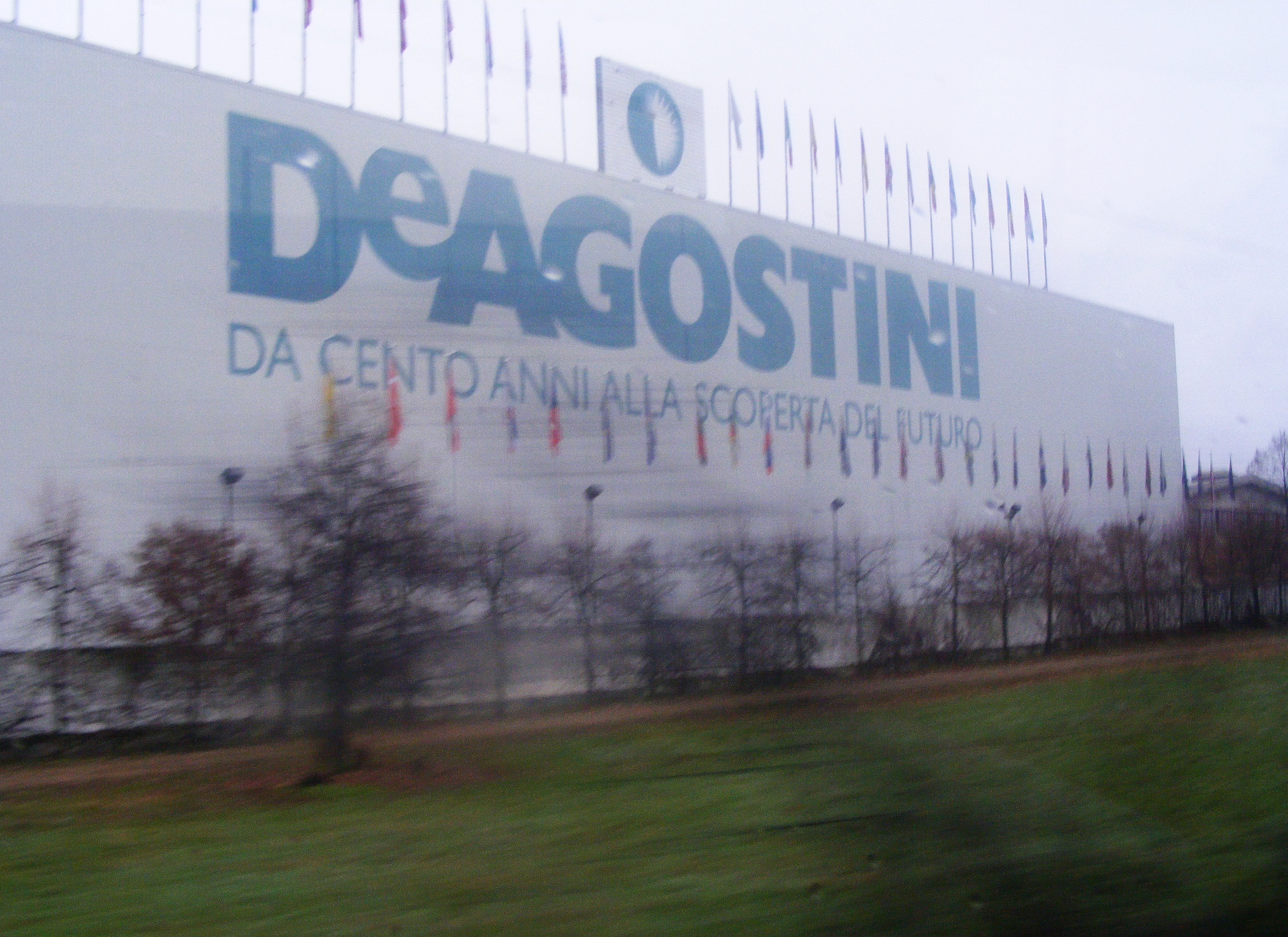
Siège social à Novare (2010)

De Agostini S.p.A. est un groupe éditorial italien constitué en une holding internationale plus connu en tant que De Agostini Group (Gruppo De Agostini). Il est le numéro un mondial de l'édition d'outils pédagogiques vendus sous forme de fascicules, ainsi que des technologies de jeux de hasard, détenant 51 % du leader mondial, International Game Technology plc.

## Origines du groupe
En 1901, le géographe italien Giovanni De Agostini fonde à Rome un institut qui porte son nom et dont le but est de vulgariser la géographie et la cartographie auprès du grand public. En 1919, alors que Marco Adolfo Boroli prend une participation dans le capital de l'Institut, empêchant ainsi la faillite, le siège est transféré à Novare et la direction scientifique est confiée à Luigi Visintin qui la conservera jusqu'en 1958. C'est sous la direction de ces deux hommes que sera édité à partir de 1922 notamment le célèbre Calendario Atlante De Agostini, un atlas compilant toute la cartographie du globe et qui connaîtra plusieurs traductions (allemande, anglaise, espagnole, française).
Après avoir racheté les parts d'Angelo Cesare Rossi, son associé depuis 1919, Marco Boroli prend le contrôle de l'Institut De Agostini en 1946 et lance progressivement une politique éditoriale d'expansion dans le monde à travers des contrats de licences, d'adaptations et de traductions du fonds éditorial constitué essentiellement d'atlas géographiques. Entré à l'Institut en 1938, son fils, Achille Boroli (1913-2011) en devient le président en 1962. Sous son impulsion, se développe dès 1958 la vente par fascicule (partwork) de la Grande Encyclopédie De Agostini, appelée en Italie Il Milione, que ce soit par correspondance ou via les kiosques de presse. Outre les fascicules encyclopédiques, une petite révolution à l'époque, des livres scolaires et des atlas géographiques sont alors publiés dans tous les domaines. Le Grande Atlante Geografico De Agostini devient un produit phare, traduit dans le monde entier (22 pays) et souvent accompagnée de supports son et images animées (VHS). En 1986, Achille Boroli quitte son poste de président: il est remplacé par Adolfo, son frère (1924-1996).
Adolfo fut à l'origine d'un partenariat avec Rizzoli et c'est aussi sous son impulsion que, dans les années 1980, le groupe constitué désormais en une holding appelée Fidea entame d'importantes économies d'échelle, rachetant plusieurs maisons d'éditions au Royaume-Uni, en France, en Suisse, etc.
À sa mort, la direction est confiée à Marco Drago qui entame dès 1997 une période de diversification dans des secteurs comme la production télévisuelle, le marketing direct, l'enseignement, la numérisation des données, les jeux, le soin, la grande distribution, etc.
À travers ses filiales et ses prises de participation, le groupe est présent dans 66 pays essentiellement dans 4 secteurs: l'édition, les médias, les jeux et services, et enfin, la finance.
En 2011, De Agostini Group annonçait un chiffre d'affaires de 4 318 millions d'euros, ce qui fait de lui l'un des 20 grands groupes mondiaux de son domaine.

## Composition de la Holding
Elle se divise en 4 branches (ou sous-holdings):
- Édition : De Agostini Editore S.p.A. (100 %)

Istituto Geografico De Agostini S.p.A.
De Agostini Edizioni Scolastiche S.p.A.
Ghisetti & Corvi (Sedes S.p.A.)
The Atlas Group: Éditions Atlas (France, Suisse), Provéa, DeAgostini Direct Marketing
De Agostini UK Ltd. (anc. Orbis Publishing Ltd.)
Unione Tipografico-Editrice Torinese (UTET)
Planeta DeAgostini
DeAgostini Hellas (Grèce)
M-dis Distribuzione Media
Sites ludoéducatifs : Sapere.it, Geonext.it, Speakclub.it, Discoveritalia.it
- Média : De Agostini Communications S.r.l. (100 %)

Zodiak Media Group (72 %)
Zodiak Television
Magnolia (53,5 %)
Marathon Média
RDF Media
Yellow Bird (Suède)
Mikado Film S.p.A.
Antena 3 (22,3 % via Planeta DeAgostini)
Onda Cero
Planeta Junior (100 %)
Cattleya
- Jeux et services : International Game Technology plc (51 %)
- Finances : DeA Capital S.p.A.[10] (58,3 % via B&D Holding)[11]

Generali (2,4%)
IdeA FIMIT
First Atlantic Real Estate Holding S.p.A (100 %)
Générale de Santé (43 % via Santé S.A.)
IDeA Capital Founds
BC Partners (17 %)
Migros Türk T.A.S. (13,7 %)